# Hyatt Regency Orlando
Le Hyatt Regency Orlando est un hôtel de 102 mètres de hauteur construit à Orlando en Floride aux États-Unis en 1986. Il comprend 891 chambres et appartient à la chaine Hyatt.
Une immeuble voisin a été construit en 2010 le Hyatt Regency Orlando Expansion Tower.
L'architecte est l'agence Nichols Brosch Sandoval & Associates, Inc.